# Каста (группа)
«Ка́ста» — российская рэп-группа из Ростова-на-Дону, образованная 20 ноября 1999 года из трёх участников группы «Психолирик»: Влади, Шыма и Хамиля. В 2006 году к группе присоединился Змей. Коллектив работает в жанре хип-хоп. За музыку отвечает Влади, а тексты каждый пишет себе сам.
Фундаментом «Касты» являлась группа «Психолирик», созданная Влади и Тиданом в сентябре 1995 года. Через год к ним присоединился Шими (Шымон). Летом 1997 года Тидан покинул группу. Осенью 1997 года «Психолирик» вошёл в состав рэп-объединения «Каста». Летом 1999 года Хамелеон стал третьим участником «Психолирика». В ноябре 1999 года «Психолирик» переименовался в группу «Каста», а движение — в «Объединённую касту». «Объединённая каста» выпустила два альбома: «Трёхмерные рифмы» (1999) и «В полном действии» (2000). В июне 2000 года продюсером группы стал Аркадий Слуцковский, совместно с которым «Каста» основала московский рекорд-лейбл Respect Production в 2001 году. В конце 2001 года командным диджеем группы был назначен DJ Хобот, а PR-менеджером — Виктор Абрамов (Bugs).
В 2002 году «Каста» выпустила дебютный альбом «Громче воды, выше травы», который попал в списки «главных альбомов русского рэпа» (Rap.ru, 2007) и «10 важнейших альбомов русского рэпа» (Rap.ru, 2009). С 2002 года стали выходить сольные альбомы участников группы: экспериментальный «Что нам делать в Греции» (Влади, 2002), притчевый «Феникс» (Хамиль, 2004). В 2006 году увидел свет макси-сингл «По приколу», а в основной состав группы вошёл Змей. В 2008 году «Каста» выкупила у своего продюсера Аркадия Слуцковского все альбомы и лейбл Respect Production. Новым продюсером группы стал Влади, а концертным директором — Руслан Муннибаев. В 2008 году был издан второй альбом «Быль в глаза», занявший второе место в категории «Лучший альбом 2008 года» по мнению читателей Rap.ru. В 2010 году Хамиль и Змей выпустили альбом «ХЗ». В январе 2011 года DJ Хобот покинул «Касту». C 2012 года Влади выпустил сольные альбомы: «Ясно!» (2012), «Несусветное» (2015), «Другое слово» (2019), «Длится февраль» (2022). Во второй половине 2016 года группа воссоединилась для студийной работы и записала несколько альбомов: «Четырёхглавый орёт» (2017), «Об изъяне понятно» (2019), «Чернила осьминога» (2020), «Альбомба» (2021), «Новинки зарубежного рэпа» (2024).
Огромное влияние на раннее творчество «Касты» оказала американская рэп-группа Wu-Tang Clan, но со временем у «Касты» сформировался своеобразный южный стиль российского хип-хопа. В треках первого альбома «Громче воды, выше травы» звучит настоящая правда улиц, альтернатива «фальшивому» рэпу Децла и «Bad B. Альянса». На втором альбоме «Быль в глаза» группа обратилась к бытовым историям. В 2007 году песни «Касты» подразделялись на шесть типов: художественные рассказы («Сказка», «Сестра», «Пир», «Беренцев»), репрезенты («Трёхмерные рифмы», «Радость битвы», «Слово за слово»), стёб («Бабка», «Гончая», «Глупо, но класс», «Номерок»), личные принципы, мораль («Куда надо смотреть», «Рефлекс борьбы», «Пристань»), жизненные зарисовки («На порядок выше», «Ревность», «По приколу»), психолирика («Горячие трубы», «Искусственный человек», «Для великих открытий»). С 2017 года «Каста» стала затрагивать политические темы: «Скрепы» (2017), «Выходи гулять» (2019), «Наш гимн России» (2019), «Годы неправды» (2020), альбом «Длится февраль» (2022), альбом «Новинки зарубежного рэпа» (2024). В начале 2000-х годов группа стала известна благодаря своим хитам «Мы берём это на улицах» (1999), «Наши люди» (1999), «На порядок выше» (2001), «Про Макса» (2002), «Ревность» (2002), «Горячее время» (2002), «Сестра» (2004), «Гончая» (2004), а в конце 2000-х — «Вокруг шум» (2008), «Сочиняй мечты» (2012), «Прошёл через» (2020). Является лауреатом и номинантом различных музыкальных премий.

## История

### 1990-е годы
В 1995 году в Ростове-на-Дону появилось несколько молодых людей, у которых возникло желание попробовать себя в рэпе после прослушивания американского хип-хопа, от которого «бегали мурашки по коже и не спалось ночами», но никто не имел понятия, с чего начать и возможно ли вообще делать хип-хоп на русском языке. Весной 1995 года Влади (Владислав Лешкевич, 16 лет) познакомился в Ростове с двумя рэперами по имени Дас и Сота, которые захотели создать рэп-группу. Влади к тому моменту научился делать музыку на компьютере в редакторе Scream Tracker и знал, где в городе находится профессиональная студия. Так появилась команда 2XL (Дас, Сота, Влади), в составе которой Влади записал две песни — «Убийца» и «Щас как прыгну». Влади отнёс эти песни на местное радио «Радио 103», в результате композиция «Щас как прыгну» вошла в десятку популярных треков на «Радио 103». Позже участники 2XL выступили с этими песнями в ростовском Дворце спорта на одном из мероприятий. Вскоре Дас и Сота нашли другого битмейкера и выгнали Влади из группы.
В сентябре 1995 года Влади и Тидан (Денис Торикашвили, 18 лет) создали рэп-дуэт под названием «Психолирик». Первыми записанными песнями стали «Спрячем это здесь», «Дороги психолиры», «Жёлтая луна», «Бархатная пыль», позже — «Глупая звезда», «Сумасшедший маньяк», «Я помню всё (Мне не надо такого дерьма)». Тексты группы отличались таинственностью, окружённой набором образов и неясных намёков, так называемой психолирикой. Всю музыку для коллектива писал битмейкер Влади и по звучанию он ориентировался на своего коллегу RZA из нью-йоркской рэп-группы Wu-Tang Clan. По словам Влади, это было время «закрытой психолиры», когда не было желания показывать своё творчество публично. Летом 1996 года к «Психолирику» присоединился Шими (производное от прочтения имени «Миша» задом наперёд) (Михаил Епифанов, 17 лет). Его первыми написанными песнями стали «Его сгубили блондинки» (Шими) и «Запах тумана» (Влади, Шими), а первой записанной — «Город мертвецов». Первое выступление трио «Психолирик» с тремя песнями состоялось в столовой музыкального училища в клубе «Tonight!» перед аудиторией в 15 человек в сентябре 1996 года. В 1997 году записываются треки «Город мертвецов» (Шими, Влади, Тидан), «Его сгубили блондинки» (Шими), «Тонкая грань» (Влади,  Шими), «Запах тумана» (Влади, Шими), «Фальшивые Эм Си» (Шими, текст: Влади), «Бархатная пыль», «Эй, бабка!!!». Летом 1997 года Тидан оставил группу «Психолирик», открыл тату-салон и посвятил себя семье.
В августе 1997 года на скамейке возле фонтана в сквере у «Дома книги» на Большой Садовой три ростовских рэп-исполнителя — Влади и Шими (из группы «Психолирик») и Баста Хрю (из Street Sound) — решили создать объединение из ростовских рэп-исполнителей. Баста Хрю (Василий Вакуленко) предложил назвать объединение Fu-Blood-Casta (по аналогии с Wu-Tang Clan и Fu-Schnickens), однако Влади посчитал это название неблагозвучным и предложил оставить из него только «Каста», и в итоге все сошлись на этом. Помимо них в состав «Касты» вошли Вольф (из дуэта Shadows) и Электроник. В сентябре к объединению присоединились Тэйквон (однокурсник Шими из ДГТУ) и Белый Будда (друг Электроника). Осенью был записан дебютный трек объединения — «Первый удар» (Влади, Баста Хрю, Шими, Белый Будда, Вольф, Тэйквон). В конце 1997 года участники рэп-объединения «Каста» самиздатом выпустили аудиокассету — сборник ростовского хип-хопа «Первый удар». Было сделано 50 копий аудиокассет, для которых на принтере было напечатано 50 обложек. Летом и осенью 1997 года выступления рэперов проходили в ростовском клубе Duncan («Дунь-ка», ул. Темерницкая, 45), а с января 1998 года — в клубе Comanchero («Команчеро», Дом культуры «Энергетик», пер. Семашко, 48).
22 января 1998 года «Каста» появилась в эфире местной телепрограммы «Труба» (Ростов-на-Дону), где презентовала свой сборник ростовского хип-хопа «Первый удар» и рассказала о том, что посвятила одноимённую песню рэперам, которые не понимают, что такое настоящий хип-хоп. Весной Баста Хрю (Василий Вакуленко) и Вольф (Алексей Волков) покинули объединение. По словам Влади, Баста пристрастился к тяжёлым наркотикам и перестал их употреблять только в мае 2003 года. Весной появились новые треки от объединения «Каста» — «Храм хип-хопа» (Шими, Электроник, Влади, Тэйквон, Белый Будда), «У подножия горы» (Шими, Влади, Тэйквон, Белый Будда, Электроник) и «Они ревнуют и завидуют» (Тэйквон, Шими, Белый Будда, Электроник, Влади), и сольные темы от «Психолирика» — «Горячие трубы» (Шими) и «Мы берём это на улицах» (Влади). Летом к основному составу рэп-объединения «Каста» добавились новые группы и рэп-исполнители: Хамелеон, «Песочные люди» (Джин, Псих), Дас (Митяй), «Западный сектор» (Кактус, Дигер, Гайчик, Змей). Первое участие Хамелеона состоялось на треке «Свободный стиль» (Хамелеон, Влади, Белый Будда), а первым и единственным треком Даса оказался «Вирус». «Песочные люди» сразу же записали «Сказку о песочных часах», а в начале 1999 года — «Время». В январе 1999 года «Западный сектор» записал первый трек «Песня без темы». Весной Кактус и Змей приняли участие в записи трека «Трёхмерные рифмы» (Шими, Кактус, Влади, Змей, Хамелеон).
2 июля 1999 года объединение «Каста» выпустило на ростовском лейбле Duncan Records альбом-сборник «Трёхмерные рифмы». Релиз состоит из 13 треков, записанных в ростовской домашней студии Влади в период с марта 1998 по июнь 1999 года. Саунд-продакшн (музыка, запись, сведение) для альбома сделал Влади, а тексты каждый написал себе сам. Главным хитом с альбома стала сольная песня Влади «Мы берём это на улицах». Благодаря этому релизу, выпущенному на аудиокассетах, о «Касте» узнали во многих уголках России. Летом Хамелеон стал третьим участником группы «Психолирик» и дуэтом с Влади записал трек «Кто будет пить с нами!?» («Психолирик»: Влади, Хамелеон), который был выпущен на микстейпе Hip-Hop Party Mix (Mixed by Влади & Электроник) от лейбла Duncan Records 30 октября. В августе группы «Касты» отыграли концерт в клубе «Неон» города Аксай (Ростовская область). 12 октября участники «Касты» выступили в ростовском Дворце спорта на семилетии «Радио 103». 5 ноября три группы «Касты» («Психолирик», «Песочные люди», «Западный сектор») были приглашены в краснодарский Дворец культуры железнодорожников на мероприятие Gonzo Gang Promotion под названием «Hip-Hop Party №1», где презентовали альбом «Трёхмерные рифмы».
19 ноября 1999 года участники «Касты» провели в клубе Comanchero («Команчеро») южно-российский фестиваль хип-хоп-культуры с участием групп Broken Sound (Таганрог), «Корпус-пси» (Ростов), «МелоМаста» (Волгодонск), и рэп-исполнителей Кальян (Аксай), Баста Хрю (Ростов), Sat (Краснодар); Graffiti — UAM (Ростов); Breakdance — Ganza Gang (Краснодар). После этого фестиваля, который посетило 400 человек, Влади, Хамелеон и Электроник в нетрезвом состоянии отправились ночью домой по набережной, где были избиты хулиганами, вооружёнными кастетами. По приезде милиции рэперы были доставлены в больницу, где им была оказана первая помощь, а рано утром их обнаружил на перекрёстке отец Электроника и развёз по домам на своей машине. Придя домой с зашитой губой и сколотым зубом, Влади узнал от своего старшего брата, что ему звонил Влад Валов (Шеff) и приглашал «Касту» принять участие в московском фестивале рэп-музыки Rap Music, и Влади с волнением перезвонил в Москву и принял приглашение. В этот день Влади позвонил уехавшему по программе обучения Шими в Тель-Авив (Израиль) и предложил ему вернуться в Ростов для участия в фестивале. Участники «Психолирика» решили, что будут участвовать на фестивале под именем «Каста»: Влади, Шими и Хамелеон. «Каста» записала два трека — «Наши люди» и «Мы берём это на улицах», с которыми через неделю триумфально выступила на фестивале Rap Music в Московском дворце молодёжи 27 ноября 1999 года, и получила Гран-при. Песню «Мы берём это на улицах» исполнили все трое (первый куплет — Влади, второй куплет — Шими и Хамелеон): текст остался тот же, а в музыку Влади добавил звуки симфонического оркестра.

### 2000-е годы
В начале 2000 года открылся официальный сайт «Касты» — Kasta.ru. Изменились псевдонимы участников группы: Шими стал Шымон, а Хамелеон — Хамиль. Псевдоним «Хамиль» появился после поездки на фестиваль Rap Music. В начале 2000 года «Кастой» были записаны треки «Про Макса», «Рефлекс борьбы» и «Доставайте папиросы». Песня «Про Макса» была написана на основе реальных событий 1995 года про старшего приятеля, погибшего от ножевого ранения, и впервые была записана группой «Психолирик» (Влади, Шими) в 1998—1999 годы под впечатлением от трека Wu-Tang Clan «Impossible» (1997). «Рефлекс борьбы» — это песня о противоборстве добра и зла в человеке и является первой совместной темой Хамиля и Шымона. В песне «Доставайте папиросы» Влади и Шымон состязаются в куплетах на одну рифму, а Хамиль исполняет роль рефери в припеве. В феврале и марте «Каста» выступила в ростовском Дворце спорта, а в марте — в краснодарском Дворце культуры железнодорожников на мероприятии Gonzo Gang Promotion под названием «Hip-Hop Party №2». Весной песня «Мы берём это на улицах» была выпущена в сборнике Hip-Hop Info #7.
В июне 2000 года продюсером группы стал 27-летний Аркадий Слуцковский, директор по дистрибуции в концерне «Видеосервис». В июне группа «Каста» заключила контракт с концерном «Видеосервис» на выпуск второго альбома от «Объединённой касты», участники которой сразу же приступили к записи в ростовской домашней студии Влади. В июне были записаны совместные треки «Касты» с рэп-группами «Ю.Г.» (Москва) и «Злой Дух» (Казань). 14 июля новоиспечённая группа «Бледнолицые нигга’дяи» (Кальян, Ситар и Панама) записала свой дебютный трек «Оставайся тем…», а 16 июля «Западный сектор» (Кактус, Майор, Диггер) создал «Эхо войны». 19 июля 15-летний участник объединения Карабасс записал дебютный трек «До потери пульса», а 20 июля новая группа «Грани» (Тигра, Тёма, Змей) при участии Дымки записала дебютный трек «Поэт». К 10 августа альбом-сборник был полностью готов, а 24 августа у него появилось название — «В полном действии». Компиляция была выпущена концерном «Видеосервис» на компакт-дисках и аудиокассетах 22 октября 2000 года. Диск посвящён «Песочным людям», находившимся в то время в местах лишения свободы, именно им был адресован фристайл от Шымона и Влади, впоследствии переросший в полноправный трек «Нашим пацанам посвящается». Релиз также включает в себя хит «Касты» «Наши люди» («Поднимите руки»), который впервые был выпущен на микстейпе Hip-Hop Party Mix. Part 2 от лейбла Duncan Records в феврале, а 29 июля был издан в сборнике «Лучший хип-хоп» от лейбла RAP Recordz.
В августе 2000 года был записан трек «Раз на раз-два» от «Объединённой касты» (Тэйк, Панама, Хамиль, Карабасс, Влади, Змей, Кактус, Кальян), к музыке которого Влади возвращался раз в полгода, добавляя новые семплы, и конечный вариант со скретчами Хобота был записан лишь в августе 2001 года. 9 сентября «Каста» выступила с песнями «Мы берём это на улицах», «Доставайте папиросы», «Наши люди», «Рефлекс борьбы» и «Трёхмерные рифмы» на площади Революции в Москве на фестивале Adidas Streetball Challenge. После выступления началась запись совместного трека с группой «Бланж» (Мук и Мелкий), с которой группа «Каста» познакомилась на фестивале. Трек получил название «Людям вряд ли». В это же время был записан ещё один трек — «Ростов-папа» — сольный трек Хамиля с участием певицы Марины. В октябре-ноябре группой «Психолирик» (Шымон, Влади) были записаны новые версии их старых треков 1997 года: «Бархатная пыль» и «Эй, бабка!!!» (про бабушку-спекулянтку из Батайска). В ноябре в Москве на Вологодском проезде был снят видеоклип на песню «Мы берём это на улицах» (режиссёр: Георгий Таидзе, Алексей Репников), премьера которого состоялась на телеканале «MTV Россия» 24 декабря. По сюжету «Каста» отказывается от контракта с большим продюсером, который раскручивает фейковый рэп-проект «Dr. RAПП». Прототипом Доктора RAПП’а, роль которого сыграл Сергей Пименов, послужил ШЕFF, а продюсера — Александр Толмацкий, отец Децла. В декабре «Мелкий» из группы «Бланж» записал свой куплет для совместного трека с «Кастой». 14 декабря «Каста» выступила во Дворце спорта «Лужники» в Москве на открытии концерта финской рэп-группы Bomfunk MC's. 17 декабря коллектив принял участие в фестивале хип-хоп-культуры «Урал рэп зона» в Екатеринбурге. 20 декабря группа «Каста» была приглашена в качестве жюри на московский фестиваль Rap Music, но за несколько дней до фестиваля группа отказалась от участия, поскольку «их не устроило то, как их пригласили в это жюри». Позже главный редактор портала Rap.ru, Андрей Никитин, назвал это событие началом конфронтации между «Кастой» и Валовым.
В январе 2001 года было записано два новых трека («Сказка», «Язычество») и доделан трек «Людям вряд ли». 28 февраля на сайте группы был выложен семплер четырёх треков из будущего альбома: «Мы берём это на улицах» (видео версия), «Доставайте папиросы», «Рефлекс борьбы» и «Про Макса». В марте трек «Мы берём это на улицах» (видео версия) вышел в сборнике «Рэп. Рунет 2001 vol. 1» от лейбла Respect Production. В апреле Шымон сократил свой псевдоним до Шым. В апреле группа купила новое звукозаписывающее оборудование, на котором продолжила доделывать первый альбом «Касты», записав песни «Куда надо смотреть», «Фальшивые Эм Си», «Нашим пацанам посвящается», «Последний трек». Песня «Фальшивые Эм Си» посвящена всем беспонтовым рэперам, куплеты Влади и Хамиля — свежие, а куплет Шыма был написан Влади ещё в 1996 году. С февраля по июнь был записан трек «На порядок выше». По словам Влади, эту песню Шым написал про себя: «у него был такой период в жизни, когда он был близок к тому, чтобы остаться жить за границей»: осенью 1999 года Шым уехал по программе обучения в Тель-Авив (Израиль), но, как оказалось, это была афера и вместо учёбы он должен был отправиться в армию Израиля и жить в пустыне, в итоге 20 ноября Шым вернулся в Россию и через неделю в составе «Касты» принял участие в фестивале Rap Music. 8 мая группа выступила с песнями «Куда надо смотреть», «Про Макса», «Нашим пацанам посвящается» и «Сказка» в московском клубе «Цеппелин» на презентации майского номера журнала «ОМ». 20 мая после выступления на фестивале In Da House 2001 в Харькове был записан скит «Нашi люди, підiймайте руки» с участием Сынти. 16 июня «Каста» вышла на сцену с песней «Мы берём это на улицах» на фестивале «АнтиСПИД» в парке Горького перед трёхтысячной толпой панков и рокеров, которая закидала группу бутылками и осколки от одной из них рассекли скулу Влади. 6 августа на киностудии «Мосфильм» был снят видеоклип на песню «На порядок выше» (режиссёр: Александр Солоха), премьера которого состоялась в передаче «12 злобных зрителей» на телеканале «MTV Россия» 15 сентября. В конце сентября клип попал в ротацию чартов «Русская десятка» и «20 самых-самых» телеканала «MTV Россия». 31 августа группа выступила с песней «Куда надо смотреть» на фестивале Battle Of The Year 2001, а 1 сентября — на площади Революции в Москве на фестивале Adidas Streetball Challenge в Москве. В сентябре были записаны три скита с участием Груза: «Давеча в трамвае…», «Клуб поэтов/Августовский дождь» и «Скрытый трек». 28 сентября Хамиль попал под машину и сломал ногу, в результате чего вернулся к гастролям только спустя полгода. В октябре в Ростов-на-Дону приехал московский диджей Хобот для создания скретчей в нескольких треках, а также начал гастролировать с группой в качестве командного диджея. 17 декабря коллектив принял участие во втором по счёту фестивале хип-хоп-культуры «Урал рэп зона» в Екатеринбурге. В октябре группа закончила работу над своим новым треком «Горячее время» для саундтрека к фильму «Антикиллер». 25 ноября был выпущен макси-сингл «На порядок выше», содержащий три версии песни, трек «Раз на раз-два» от «Объединённой касты», инструментальные версии, скретчи от DJ Хобота и одноимённый видеоклип. В декабре PR-менеджером группы был приглашён Виктор Абрамов (Bugs) после того, как он грамотно организовал концерт «Касты» на фестивале 4 My People во Владивостоке 10 ноября 2001 года и привлёк тем самым к себе внимание продюсера.
22 апреля 2002 года лейбл Respect Production с помощью дистрибьюторской компании CD Land выпустил дебютный альбом «Касты» — «Громче воды, выше травы». Релиз состоит из 22 треков (16 композиций и 6 скитов), записанных в ростовской домашней студии Влади в период с ноября 1999 по ноябрь 2001 года. В записи альбома приняли участие группы «Бланж» («Людям вряд ли») и «Объединённая каста» («Раз на раз-два»), а также Маринесса, диктор Алексей Ляскало, Олег Груз и Сынтя. Саунд-продакшн (музыка, запись, сведение) для альбома сделал Влади при содействии диджея Хобота и Шыма («Сказка»). Было выпущено две версии альбома на аудиокассетах и компакт-дисках: цензурная и нецензурная («специальный выпуск» с 20-страничным разворотом). Название альбома является перевёрнутым фразеологизмом «тише воды, ниже травы». 23 апреля в московском клубе «Территория» состоялась закрытая презентация альбома «Громче воды, выше травы» для друзей и представителей СМИ. Ким Белов из журнала «ОМ» отметил, что слова являются одной из самых сильных сторон группы, в текстах «Касты» нет наигрыша: её участники не пытаются прикинуться кем-то, кем на самом деле не являются. Юрий Сапрыкин из журнала «Афиша» похвалил музыку Влади, чьи грамотно подобранные семплы врезаются в память, а в текстах группы нет особой криминогенности. Юлия Санкович из «Новой газеты» назвала главный хит альбома — «На порядок выше» — душераздирающей песней про патриотизм, а тексты «Касты» — откровенными: тут есть и лирика, и философия, и даже литературная рецензия (песня «Сказка» написана под впечатлением «Волхва» Джона Фаулза). Юрий Яроцкий из газеты «Коммерсантъ» отметил в альбоме избыток ненормативной лексики, частое присутствие слова «пацаны» и отсутствие слова «Йоу», не слишком убедительное изложение философии в стиле «жизнь — не сахар», но при этом похвалил за музыку. Андрей Бухарин из журнала «ОМ» посчитал альбом мрачным и серьёзным, но его искренность «пробивает все преграды скептицизма». Алексей Мажаев из агентства InterMedia отметил отличное владение русским языком, интересные тексты, в которых мат звучит органично, и вдумчивую работу над аранжировками без вставок известных мелодий. По состоянию на декабрь 2002 года альбом «Громче воды, выше травы» был продан в количестве 100 тысяч экземпляров, а по состоянию на апрель 2007 года — более 500 тысяч экземпляров, без учёта «пиратских» продаж. Альбом попал в списки «главных альбомов русского рэпа» (Rap.ru, 2007) и «10 важнейших альбомов русского рэпа» (Rap.ru, 2009).
В январе 2002 года Влади переехал в Москву, поселился в квартире своей бабушки и создал в ней студию звукозаписи «Лаборатория», состоящую из компьютера, колонок, MIDI-клавиатуры и микрофона. Там он работал звукорежиссёром и саунд-продюсером лейбла Respect Production, а также за полгода записал сольный альбом «Что нам делать в Греции». В июне без участия группы был снят видеоклип на песню «Про макса» (режиссёр: Глеб Орлов, оператор: Влад Опельянц), премьера которого состоялась в программе «Тотальное шоу» на «MTV Россия» 11 июля. В главной роли снялся актёр Алексей Панин. В конце июля клип попал в ротацию чартов «Русская десятка» и «20 самых-самых» телеканала «MTV Россия». 27 августа «Каста» стала гостем программы «Тотальное шоу», где презентовала клип «Про Макса» и живьём исполнила «На порядок выше». 31 августа «Каста» выступила на Воробьёвых горах на фестивале Adidas Streetball Challenge в рамках празднования «Дня города». В сентябре участники группы «Песочные люди» (Джин и Псих) освободились после двух с половиной лет заточения и уже 18 сентября приняли участие в записи нового трека «Слово за слово» «Объединённой касты». 27 сентября для сольного альбома Влади был записан совместный трек «Касты» с Лигалайзом, который уже пару лет не мог увидеть свет. 23 сентября был снят видеоклип на песню «Горячее время» (OST «Антикиллер») (режиссёр: Дмитрий Юдаев), премьера которого состоялась в программе «Релиз» на «MTV Россия» 25 октября. Клип попал в ротацию чартов «Русская десятка» и «20 самых-самых» телеканала «MTV Россия» и продержался в течение трёх недель на первой строчке хит-парада «Русская десятка». 12 октября «Каста» стала гостем программы «Земля-Воздух» на канале «ТВС», где выступила живьём и ответила на вопросы представителей самых модных FM-радиостанций. 25 октября в поддержку сольного альбома Влади вышел в свет сингл «Горячее время» (трек из кинофильма «Антикиллер»).
28 ноября 2002 года лейбл Respect Production с помощью дистрибьюторской компании CD Land выпустил сольный альбом Влади «Что нам делать в Греции». В записи альбома приняли участие Хамиль и Шым, Лигалайз, а также группы «Объединённой касты»: «Грани», «Песочные люди» и «Доброе зло». Скретчи — DJ Хобот. Запись почти всех треков проходила в период с января по ноябрь 2002 года в московской студии Влади «Лаборатория». Звучание альбома приближено к музыке 1960-х — 70-х годов. Альбом назван по одноимённой песне. Презентация альбома прошла в столичном клубе «Б2» 3 декабря. По мнению Андрея Никитина, на этом альбоме Влади предстал техничным рэп-исполнителем, продемонстрировав изобретательную считку в треках «Пляски», «Ты должна остаться», «Интересное место» и «Искусственный человек». Бесспорными хитами были названы треки «Горячее время», «Ты должна остаться» (с Лигалайзом) и «Ревность», видеоклип на который долго пробыл в тяжелой ротации канала «MTV Россия» в 2003 году. Елена Чишковская из Intermedia разделила альбом на внутренний и внешний мир Влади, где в первом случае подчеркнула философскую рефлексию («Что нам делать в Греции»), лирический поток сознания («Ревность»), сдержанный патриотический пафос («Юго-восточная Европа»), размышления о вечном и внутренние терзания («Горячее время»), жизнь в виртуальной реальности («Дубликатор»), а во втором — описание современного состояния рэп-культуры и своей в ней роли («Ты должна остаться»), впечатления о Москве («Интересное место»), историю «Касты» («Как создавался стиль») и пропаганду её творчества («Наши люди-2»). 13 декабря группа выступила в клубе «ДаунТаун» на первом хип-хоп-фестивале «Наши люди» в Москве, а 18 декабря — на фестивале «Урал рэп зона» в Екатеринбурге.
17 января 2003 года донецкая рэп-группа «Голос Донбасса» выпустила трек «Рэп должен быть настоящим», в котором упрекнула «Касту» в копировании стиля американской группы Wu-Tang Clan. По словам Шыма, с донецкой группой они познакомились, будучи у них в гостях в Донецке 2 апреля 2002 года, и расстались с ними на дружеской ноте, а этот трек ничто иное, как «выходка Шефа» (Влада Валова), который ради своих интересов настроил «Голос Донбасса» против «Касты». 3 февраля в эфире программы «Серебро» на радио «Эхо Москвы» Влади презентовал трек «Лживые суки» группы «Грани» (из «Объединённой касты»), записанный в Ростове летом 2001 года (рэп: Змей, музыка — Кактус, биты — Влади). Трек посвящён рэп-объединению «Bad B. Альянс». 1 марта «Каста» приняла участие в фестивале Men’s Health Extreme Sports. 3 апреля «Каста» выступила в качестве специального гостя в концертном зале «Фабрика снов» на концерте RZA из Wu-Tang Clan в Риге в рамках европейского турне. Весной Хамиль оборудовал новую студию звукозаписи «Собино» в Ростове. 2 мая во Дворце спорта состоялся первый большой 3-х часовой концерт «Касты» в Ростове с участием групп «Объединённой касты» («Грани», «Песочные люди», «Бледнолицые нигга’дяи», Карабасс), а также рэп-группы «Стая» (Эйсик и Сэт) из Краснодара. В ночь с 7 на 8 июля в московском кафе «Клон» прошли съёмки видеоклипа на композицию «Ревность» (режиссёр: Оксана Шкворникова). По сюжету пока Влади ест в кафе свою яичницу у него за спиной разворачивается семейный конфликт со всеми вытекающими последствиями. Показ видеоклипа начался на телеканале «MTV Россия» с 1 сентября 2003 года, а с 19 сентября он оказался в ротации чартов «Русская десятка» и «20 самых-самых» телеканала. Параллельно клип можно было увидеть в эфире телеканала «Муз-ТВ». Процесс съёмки был показан в передаче «Stop! Снято» на телеканале «MTV Россия» 9 ноября. 24 октября в Москве открылась студия звукозаписи лейбла Respect Production для артистов лейбла, первым из которых стала группа «Ю.Г.». 22 ноября Respect Production выпустил макси-сингл «Алкоголики» группы «Грани», в записи которого приняли участие Влади и Шым в качестве битмейкеров и звукорежиссёров. 22 ноября Respect Production выпустил ремейк альбома «Трёхмерные рифмы», который выходил только на аудиокассетах в 1999 году. В ремейк помимо полностью пересведённых в 2001 году треков вошли три ранее не издававшиеся композиции «Психолирика»: «Храм хип-хопа» (1998), «Я помню всё (Мне не надо такого дерьма)» (1996), «Город мертвецов» (1996—1997). На альбом был добавлен бонус-трек «Наши люди» (Каста vs. DJ Хобот), новая версия которого была записана специально для фестиваля «Наши люди 2003». 28 ноября в торговом центре «Горбушкин двор» состоялась открытая презентация альбома «Трёхмерные рифмы». 8 декабря Respect Production выпустил сборник «Наши люди-2003», в котором оказалась песня «Наши люди» (Каста vs. DJ Хобот), а также сольная песня Хамиля «Для великих открытий» (музыка: Влади; слова: Хамиль. Студия «Собино», Ростов-на-Дону, 2003). 16 декабря «Каста», «Ю.Г.», Лигалайз и П-13 стали гостями программы «Тотальное шоу» на «MTV Россия», посвящённой предстоящему фестивалю. 17 декабря «Каста» выступила на втором по счёту хип-хоп-фестивале «Наши люди» на малой спортивной арене «Лужники», где хедлайнером был заявлен Fredro Starr из группы Onyx. Концерт посетило 4 тысячи зрителей.
К середине февраля 2004 года было записано больше половины материала для сольного альбома Хамиля. В марте Хамиль сочинил и записал «скиты» к сольному альбому, был закончен трек Хамиля с «Песочными людьми» («Черви ненависти») и записан трек «Граней» с участием Влади («Кипеш»). В апреле были записаны куплеты Фетиса из группы «Доброе зло» для двух треков — «Наяву или во сне» и «Секрет». В то время Фетис отбывал срок в Батайске и благодаря его способностям к рисованию ему позволили пользоваться компьютером для записи акапелл. 27 апреля альбом Хамиля был полностью записан. Работа проникнута единой концепцией, основу которой составили мистические и религиозные притчи. Вместе с Хамилем, Шымом и Влади в альбоме приняли участие «Песочные люди», «Доброе зло», «Грани», а также начинающий ростовский рэп-исполнитель Тато. Для записи скитов были приглашены актёры Ростовского театра драмы. В эфире «MTV Россия» появилось концертное видео на песню «Наши люди», снятое на одноимённом фестивале в декабре 2003 года, а телеверсия самого фестиваля была показана 8 мая. 19 мая «Каста» выступила вместе с RZA (Wu-Tang Clan) в клубе «Порт» в Санкт-Петербурге, а 27 мая «Каста» отыграла концерт на малой арене ДС «Юбилейный» на фестивале Hip-Hop All Stars в поддержку рэп-журнала Invox. 25 июля «Каста» отыграла концерт в клубе исправительно-трудовой колонии строгого режима в Батайске перед 500 заключёнными. Поводом для этого стал 25-й день рождения Фетиса из группы «Доброе зло» («Объединённая каста»), отбывающего здесь 5-летний срок по 161-й статье «Грабёж» с июля 2003 года. 31 августа вышло две компиляции от Respect Production с участием группы «Касты»: Hip Hop FM (DJ Хобот — «Поединок» при участии «Касты», «Объединённая каста» — «Юго-восточная Европа» при участии Сэта и Пино) и «<АНТИ>сборник» («Каста» — «Горячее время» (Биопсихоз ремикс)). 12 сентября группа стала гостем «Тотального шоу» на «MTV Россия», а также спела на финале соревнований по уличному баскетболу Nike Battlegrounds. 18 сентября коллектив выступил на ежегодном фестивале урбан-культуры «Snickers URБANиЯ». 23 сентября «Каста» исполнила новый трек «По приколу» в клубе «Б2» на презентации микстейпа DJ Дима из Big Black Boots Big Black Bootiq от Respect Production. В сентябре Влади записал с Эйсиком совместный трек «ЖСП (Жизнь современных поэтов)» (под музыку Влади) для будущего альбома Эйсика, но трек так и не был выпущен из-за разногласий с лейблом Respect Production. 27 октября «Каста» вновь приняла участие в фестивале «Урал рэп зона» в Екатеринбурге.
12 ноября 2004 года лейбл Respect Production с помощью дистрибьюторской компании Студия «Союз» выпустил на компакт-дисках сольный альбом Хамиля «Феникс». Релиз состоит из 24 треков, записанных в студии «Собино» Ростова-на-Дону в период с апреля 2003 по май 2004 года. Название альбома отсылает к легенде о волшебной птице Феникс, которая живёт пять столетий и сжигает себя в погребальном огне, возрождаясь после смерти из собственного пепла. Над концептуальным альбомом поработала вся «Каста», а Влади выступил в качестве битмейкера и звукорежиссёра. В музыкальном плане альбом сохранил «кастовые» традиции ритма и андеграундного звука, а тексты пропитаны мистицизмом. Хамиль представил альбом как книгу, в которой есть страшные и волнующие вещи, серьёзные боевые темы и много интерлюдий и предысторий. По словам Влади, он работал над альбомом два года, в итоге получился огромный том, в котором отражены разные временные эпохи и разные ментальные состояния. Хамиль и Влади рассказали о каждом треке с альбома читателям Rap.ru. Капитолина Деловая из «Московского комсомольца» нашла альбом философским, полумистически притчевым, который, по словам участников группы, пропитан борьбой света и тьмы внутри человека. Андрей Никитин из Rap.ru назвал «Феникс» «сборником причудливых историй и мистических притч» и отметил, что иногда в куплетах стремление к изысканности «перегружает создаваемую картину лишними деталями» и «мешает целостности восприятия» («Кукловод», «Стон искалеченных земель», «Радость битвы»). По мнению Владимира Баскова из InterMedia, альбом наполнен философскими притчами и историями из жизни мудрого человека, при этом из общего настроения пластинки выбиваются треки «Гончая» (анекдотичная история из жизни) и «Вечер красит город» (песня о молодости участников «Касты»). Андрей Бухарин в журнале Rolling Stone Russia подчеркнул, что этот альбом выгодно выделяет «Касту» на фоне фальшиво-хулиганского русского хип-хопа и модного коммерческого R&B. Презентация альбома состоялась в клубе «Точка» 12 ноября, где каждый посетитель получил диск в подарок. 1 и 2 ноября в одном из глухих дворов Москвы состоялись съёмки малобюджетного видеоклипа на песню «Черви ненависти» (при участии «Песочных людей») (режиссёр: Андрей Рамазов, Оксана Шкворникова; оператор: Павел  Костомаров). По замыслу видео должно было попасть на компакт-диск альбома «Феникс», однако постпродакшн затянулся и работа над видео была завершена с опозданием. Интернет-премьера клипа состоялась на сайте Rap.ru 24 декабря: чёрно-белое видео стилизовано под хип-хоп-клипы начала 1990-х и предназначено исключительно для интернет-аудитории.
17 января 2005 года «Каста» выложила на своём сайте любительскую версию клипа «Про Макса», которую снял учащийся одного из столичных кинематографических ВУЗов Иван «Кулак», а 1 февраля — опубликовала флэш-видео на «Сказку» от ARGO. 18 февраля Respect Production выпустил сборник песен «Касты» в формате MP3. На диск вошли: четыре альбома (в том числе издававшийся небольшим тиражом альбом «Объединённой касты» «В полном действии»), два сингла, а также все видеоклипы группы и более 100 уникальных фотографий. 25 марта в усадьбе «Братцево» был снят видеоклип на трек «Сестра» (режиссёр: Оксана Шкворникова, Андрей Рамазов), премьера которого состоялась в эфире телеканала «MTV Россия» 14 апреля. На создание сценария к видео режиссёров вдохновил эротический фильм Бернардо Бертолуччи «Последнее танго в Париже» (1972). В главной роли снялся один из ведущих актёров театра Петра Фоменко — Илья Любимов. В мае клип оказался в ротации чартов «Русская десятка» и «20 самых-самых» телеканала «MTV Россия». 29 апреля в Ростове-на-Дону состоялся первый «живой» концерт «Касты», где музыканты исполнили самые известные треки живьём. 21 мая «Каста», «Ю.Г.», Смоки Мо, Samy Deluxe и другие рэп-исполнители выступили во ДС «Юбилейный» в Санкт-Петербурге на заключительном этапе фестиваля Hip-Hop All Stars — «Superfinal’05» от журнала Invox. 4 июня «Каста», «Ю.Г.», Смоки Мо и другие рэп-исполнители выступили в скейтпарке «Адреналин» на русской версии фестиваля SPLASH. 25 июня «Каста» появилась в эфире программы «Полный контакт» на телеканале «MTV Россия», где по результатам SMS-голосования проиграла Дельфину. С 25 июня по 13 августа «Каста» (при участии DJ Хобота и Змея из «Граней») участвовала в качестве хедлайнера концертной программы юбилейного молодёжного фестиваля уличной культуры «Snickers Урбания» 2005, который прошёл в самых крупных городах России. В сентябре «Каста» записала песню «Капсулы скорости» (заглавная тема компьютерной игры Lada Racing Club), в записи которой принимали участие Влади, Хамиль и Змей (вокал), инструментальный ансамбль (ударная секция, духовая секция, бас-гитара, ритм-гитара, рояль) и классическая семплерная основа от Влади. Видеоклип на трек был снят ночью на Фрунзенской набережной Москвы с 17 по 19 октября (режиссёры: Оксана Шкворникова, Андрей Рамазов; сценарист: Илья Оленев; оператор: Бек Хамраев, исп. продюсер, монтаж: Стас Гринёв) и презентован в Интернете 1 марта 2006 года. По сюжету героями клипа и персонажами игры являются гонщики и другие участники дорожного движения, а Влади, Хамиль, Змей и Шым изображают ангелов скорости. 22 декабря Respect Production выпустил дебютный альбом группы «Змей & Грани» — «Кипеш» (при участии Влади и Хамиля из «Касты»). В декабре Respect Production выпустил инструментальный альбом «Музыка из альбомов», в который вошли 40 треков из ранних альбомов группы, а также сольные композиции.
К 2006 году движение «Объединённая каста» перестало существовать. По словам Влади, участники рэп-объединения давно отошли от творчества, посвятили себя семье и сейчас работают охранниками в универмаге или на заправке. По мнению Шыма, он вышел из тусовки ещё в 2002 году, когда у него началась семейная жизнь, потом постепенно и тусовка уменьшилась до клуба любителей выпить под рэп. В мае 2006 года Змей вошёл в основной состав «Касты» для записи альбома «Быль в глаза», хотя начал гастролировать с группой ещё с осени 2004 года. В последний раз Змей выступил со своей рэп-группой «Грани» на презентации альбома «Кипеш» в Ростове 25 марта и 15 апреля 2006 года, после чего покинул коллектив и дал сольный концерт в Москве 21 мая. 16 мая 2006 года лейбл Respect Production с помощью дистрибьюторской компании CD Land выпустил макси-сингл «По приколу». Релиз состоит из шести новых треков, записанных в студии «Собино» Ростова-на-Дону в период с 2004 по 2006 год: «По приколу» (сатирический монолог Влади о бренности бытия, который произносится персонажем с замашками времён «дикого рынка»), «Западня» (Хамиль, Влади, Шым) (Время и место действия — тот же «дикий рынок», Ростов-на-Дону конца девяностых), «Беренцев» (Влади, Шым) (рассказ о жизни и помешательстве вымышленного современного писателя – Даниила Беренцева, у которого произошёл нервный срыв на почве его работы), «Глупо, но класс» (Влади и рижский рэпер Gustavo объясняются на разных языках, но в рифму. Им кажется, что они понимают друг-друга), «Капсулы скорости» (Влади, Хамиль, Змей) (об увлечении молодыми людьми компьютерными играми в жанре гонки, диск содержит видеоклип на этот трек), «Номерок» («Крёстная семья», Влади) (В сюжете приблатнённый юноша, которому отец подарил дорогой джип с номерами «777», встречает на трассе махрового дьявола ГАИ), «По приколу» (оркестровая версия, записанная живым составом музыкантов в стиле 1970-х). Валерий Постернак (под псевдонимом Иван Иоссариан) в русской версии журнала Billboard счёл этот релиз значительно более взрослым в отличие от предыдущих работ, в нём группа неожиданно обратилась к весёлым бытовым историям («По приколу», «Западня», «Номерок»). По словам Влади, пять-шесть лет назад они писали о том, что происходит на улицах, поскольку были моложе и им это было интересно, а теперь они отошли от этого и находятся в поиске новых тем для следующих песен.
1 июля 2006 года «Каста», Krec и американский рэпер Guru из Gang Starr выступили в Манеже Первого кадетского корпуса на фестивале Hip-Hop All Stars от журнала Invox. 9 сентября «Каста», «Братья Улыбайте» и Дельфин отыграли в качестве хедлайнеров на заключительном столичном концерте тура Snickers Urbania. 6 октября в московском клубе Ikra состоялся живой инструментальный концерт «Касты» в сопровождении ансамбля из шести музыкантов. Концерт был снят для первого DVD «Касты». В ночь с 12 на 13 ноября режиссёр Виктор Вилкс снял в Риге видеоклип на двуязычный трек «Глупо, но класс / No lūpam lasi!», записанный Влади и латвийским рэпером Gustavo. Его премьера состоялась на сайте Rap.ru 27 июня 2007 года. В октябре 2007 года было выпущено архивное видео, сделанное в момент сочинения трека «Глупо, но класс» в студии Rap Recordz в Москве летом 2005 года. С 9 по 21 сентября 2007 года Влади провёл в Риге, где руководил процессом сведения нового альбома «Касты» в студии Wolks Reсоrdings (звукорежиссёр: Саша Волк, тех. помощь: Gustavo), а на следующий день улетел в Харьков на концерт «Касты» на фестивале «In Da House 2007». 21 ноября лейбл Respect Production с помощью дистрибьюторской компании «Мистерия звука» выпустил коллекционный DVD от «Касты» и концертный альбом «КастаLive». «Каста-DVD» включает в себя выступление «Касты» с ансамблем ростовской консерватории, документальный фильм «История одного концерта», а также все видеоклипы «Касты». А компакт-диск «КастаLive» — это аудиоверсия концерта в московском клубе Ikra. Презентация релизов и автограф-сессия состоялись в тот же день в книжно-музыкальном магазине «Республика» в Москве.
15 мая 2008 года лейбл Respect Production с помощью дистрибьюторской компании CD Land издал второй альбом «Касты» — «Быль в глаза». Релиз состоит из 20 треков, записанных в студии «Собино» Ростова-на-Дону в период с января 2006 по сентябрь 2007 года. В записи песен приняли участие Смоки Мо («Истина где-то рядом») и Billy’s Band («Голос брехуна»). Музыку для альбома создали Влади, Gustavo, Прометей (Антанта), DJ Nik-one, Змей, Смоки Мо, В. Текель (Бродяга/НЛД/SoundBro), Billy’s Band. Скретчи — DJ Хобот («Встреча», «Истина где-то рядом»). Презентация нового альбома состоялась в московском клубе «Апельсин» 28 мая, а телепрезентация — в рамках передачи «День артиста» на канале A-One 30 мая. В июньском чарте, опубликованном в российской версии журнала Billboard, этот альбом занял третье место по продажам. Александр Горбачёв в журнале «Афиша» отметил, что звук выверен, а рифмы порой блещут изрядным остроумием («По голове себе постучи»), однако смущает некоторое мелкотемье, которое не тянет на быль в глаза: похождения под дурью, встреча одноклассников, паранойя в супермаркете. Кирилл Иванов из OpenSpace отметил во втором альбоме группы высокопрофессиональный рэп, бытовые зарисовки и простые истории, сплошь задорные и весёлые треки, чьи «лирические герои» счастливы. Андрей Никитин из Rap.ru подчеркнул, что «Каста» уже не та, которой была шесть лет назад, но музыкально она только растёт, а в плане текста группа сохранила навыки работы со словом и своё чувство юмора («Точу, как хочу», «По голове себе постучи»). Борис Барабанов из газеты «Коммерсантъ» отметил в альбоме легкомысленную бытовую зарисовку («В супермаркете»), простые сюжеты из жизни, больше взрослой рефлексии, весёлый абсурд («По голове себе постучи»). По мнению Ивана Напреенко из Rolling Stone Russia, вместо взрослых рассуждений о жизни в альбоме присутствуют стёбные зарисовки про голоса в голове, случай в супермаркете и издевательство над эстрадой, из чего следует, что участникам группы теперь больше нравиться развлекать свою публику, а не учить как прежде.
В 2008 году «Каста» выкупила у своего продюсера Аркадия Слуцковского все альбомы и лейбл Respect Production. Новым учредителем лейбла и продюсером группы стал Влади. Концертным директором стал Руслан Муннибаев. В июне-июле группа снялась в роли камео в мини-сериале «Доброволец», а песня «Вокруг шум» стала саундтреком картины. 22 августа в Сочи состоялся фестиваль Sound Сlash, на котором прошёл баттл группы «Каста» и Billy`s band. В июне трек «Вокруг шум» попал в ротацию радио Next. Летом и осенью с помощью продюсера Владимира Нефедова в Минске были сняты видеоклипы на песни «Встреча» (режиссёр: Оксана Шкворникова; съёмка: 9-10 августа, премьера: 29 сентября на «MTV Россия»), «Радиосигналы» (режиссёр: Михаил Сегал; съёмка: 3-5 ноября, премьера: 11 декабря на сайте DFM) и «Вокруг шум» (режиссёр: Михаил Сегал; съёмка: 28-29 ноября, премьера: 5 апреля 2009 года на InDaRnB). Осенью «Каста» вошла в судейскую коллегию на проекте «Битва за Respect» на телеканале «Муз-ТВ».
С 26 января 2009 года треки и видеоклипы «Касты» были опубликованы на портале MUZ.RU. В марте был выпущен сборник Best Ніts. Весной того же года в рамках тура группа гастролировала с ансамблем ростовской консерватории. В июне видеоклип на песню «Вокруг шум» занял первую строчку хит-парада «MTV Россия» «Русская десятка». 17 июля группа приняла участие в фестивале Jagafest.

### 2010-е годы
18 мая 2010 года Хамиль и Змей выпустили альбом «ХЗ». Летом группа стала участником фестиваля Rap.Ru Allstars 2010. В июне на медиапортале 101.RU была открыта интернет-радиостанция «Каста.101».
Осенью группа сняла четыре видеоклипа на треки из нового альбома, в октябре вышел ролик на песню «Закрытый космос». Также в октябре группа «Каста» получила специальную награду «Легенды MTV». По итогам 2010 года видеоклип на трек «Закрытый космос» занял первую строчку в рейтинге лучших клипов по версии Rap.ru, а альбом «ХЗ» — первое место среди альбомов, сами же участники группы заняли третью строчку в Rap.Ru Hot 10.
В январе 2011 года DJ Хобот покинул «Касту» для того, чтобы присоединиться к коллективу «Сила света». В сентябре 2011 года «Каста» выступила на фестивале M.I.R.. По результатам 2011 года сразу два видеоклипа вошли в десятку лучших портала Rap.ru, причём «Миллиард лет» занял первую строчку, а «Метла» — третью.
В феврале 2012 года вышел сольный альбом Влади под названием «Ясно!». В марте видеоклип Влади на трек «Сочиняй мечты» был назван клипом месяца по версии журнала Yes!. 2 марта в клубе Stadium Live прошла презентация альбома «Ясно!». В конце года YouTube подвёл итоги по просмотрам роликов в России, согласно которому видеоклип на песню «Сочиняй мечты» занял третью строчку, набрав 10 миллионов просмотров.
22 июля 2013 года вышло приложение «Касты» для iOS, а 17 декабря — для Android.
15 апреля 2014 года «Каста» выпустила пять синглов: «На весь район» от всей группы, и четыре сольных от участников: «Нелётная» от Хамиля, «Маленький остров» от Змея, «Зеркало» от Влади и «Романс для Анны» от Шыма. В ноябре 2014 года группа «Каста» приняла участие в российском этапе отбора MTV Europe Music Awards. 25 ноября 2014 года вышел сборник «Лучшие песни», в который вошёл 31 трек.
10 марта 2015 года состоялся релиз третьего сольного альбома Влади «Несусветное». После выхода альбом две недели подряд возглавлял российский iTunes. 3 апреля 2015 года состоялась презентация альбома в московском клубе Red. В 2016 году группа заняла шестую строчку в рейтинге «50 самых популярных русских реперов» по версии Rap.ru.
15 мая 2017 года вышел третий альбом группы «Каста» «Четырёхглавый орёт» — первый с 2008 года совместный альбом группы. Для альбома было написано 26 песен, которые сократили до 18, проголосовав и сопоставив списки «на вылет». 2 июня презентация альбома состоялась в Санкт-Петербурге, а 3 июня — в Москве.
9 февраля 2018 года состоялась премьера фильма «Piter by Каста».
27 сентября 2019 года был выпущен сольный альбом Влади «Другое слово». В декабре был выпущен четвёртый по счёту альбом «Касты» — «Об изъяне понятно», занявший пятую строчку в рейтинге «Лучшие альбомы русского рэпа—2019» по версии Rap.ru. Презентация альбома состоялась 24 января 2020 года в Санкт-Петербурге и 25 января — в Москве. Трек «Прошёл через» вошёл в список «12 самых важных треков в русском рэпе за 2019 год», а видеоклип на эту песню занял 9 строку среди лучших видеоработ 2020 года, по версии Rap.ru.

### 2020-е годы
В январе 2020 года трек «Решено», выпущенный «Кастой» в 2015 году, стал заставкой теле-шоу «Женский стендап», а в перебивках между выступлениями комиков можно услышать ещё один трек от участника «Касты» Шыма — «Песню про месть».
27 ноября 2020 года на YouTube-канале группы был выложен новый клип «Выходи гулять», нашедший отклик среди белорусских слушателей, увидевших в нём отсылку к их трагической действительности в период протестов в Беларуси, с чересчур агрессивными действиями со стороны силовиков. За первые два дня клип набрал два миллиона просмотров, а также оказался на первой строчке вкладки «Тренды». 9 апреля 2021 года группе «Каста» запретили выступать в Минске. 11 декабря 2020 году вышел пятый по счёту альбом «Касты» — «Чернила осьминога», который занял 8 место в рейтинге «20 лучших альбомов в русском рэпе» по версии Rap.ru.
1 апреля 2021 года вышла deluxe-версия альбома «Чернила осьминога», в которую вошли дуэты с Бастой, Монеточкой, Иваном Дорном, Noize MC, Anacondaz и Alyona Alyona. В мае группа принимает участие в проекте «Свои в городе», озвучив маршруты в «Яндекс.Карты». В августе был выпущен шестой по счёту альбом «Касты» — «Альбомба», предназначенный для детей и их родителей.
26 февраля 2022 года группа выступила с публичным осуждением российского вторжения на Украину, через два дня после нападения. 10 марта 2022 года Шым отказался выступать в России из-за сложившегося политического режима и покинул страну. Вскоре концерты «Касты» начали отменять, а саму группу внесли в список запрещённых артистов, чьи концерты являются «нежелательными» в России. По словам Шыма, список был известен ещё в марте и послужил отменой большинства концертов группы. Для продолжения концертной деятельности участники группы были вынуждены покинуть Россию и эмигрировать в европейские страны: Португалия (Шым, Хамиль), Кипр (Влади), Турция (Змей).
6 сентября 2024 года группа выпустила седьмой по счёту альбом «Новинки зарубежного рэпа». На обложке участники предстали в образах мировых диктаторов (Змей — Каддафи, Влади — Ким Чен Ын). Альбом полностью посвящён антивоенным взглядам группы, состоит из 15 треков и был записан в вынужденной эмиграции. Новая работа посвящена войне и переживаниям людей, выступающих против российского вторжения в Украину. Рэперы рассуждают о вынужденной эмиграции, контактах с оставшимися друзьями и родственниками, отношении к действующим властям России. 13 сентября, через неделю после релиза, альбом был заблокирован Роскомнадзором сначала на «Яндекс Музыке», а затем на остальных российских сервисах «из-за наличия в текстах недостоверной информации, направленной на дестабилизацию общественно-политической обстановки в РФ». В ответ на блокировку группа опубликовала в соцсетях ссылки на свободное скачивание альбома. 25 октября официальный сайт «Касты» перестал открываться в России, а через месяц был открыт новый сайт — Kasta.world.
В декабре 2024 года группа приняла участие в новогоднем концерте уехавших из России артистов «Мирные огоньки».

## Состав группы
Текущий состав
- Влади (Владислав Лешкевич) (род. 17 декабря 1978 года, Ростов-на-Дону) — рэп-исполнитель и автор текстов групп 2XL (1995), «Психолирик» (сентябрь 1995—декабрь 1999) и «Каста» (ноябрь 1999—н.в.), битмейкер (1995—н.в.)
- Шым (ранее Шымон, Шими) (Михаил Епифанов) (род. 25 января 1979 года, Ростов-на-Дону) — рэп-исполнитель и автор текстов групп «Психолирик» (лето 1996—декабрь 1999) и «Каста» (1999—н.в.), битмейкер (2001)
- Хамиль (Андрей Пасечный) (род. 19 октября 1979 года, Ростов-на-Дону) — рэп-исполнитель и автор текстов групп «Династия Альфа» (лето 1996—осень 1997), «Психолирик» (лето—осень 1999) и «Каста» (1999—н.в.)
- Змей (Антон Мишенин) (род. 21 января 1982 года, Ростов-на-Дону) — рэп-исполнитель и автор текстов групп «Западный сектор» (октябрь 1998—лето 2000), «Грани» (лето 2000—май 2006) и «Каста» (май 2006—н.в.)[26]

Диджеи группы «Каста»
- DJ Хобот (Юрий Ярушников) (род. 20 января 1979 года, Москва[21]) — командный диджей (октябрь 2001 — январь 2011)[205][15][18][270]

Продюсеры, менеджеры, директора
- Аркадий Слуцковский (род. 1 июня 1973 года, Москва[271][272]) — продюсер (июнь 2000 — январь 2008)[19][20][13][27]
- Виктор Абрамов (Bugs) (род. 25 декабря 1979 года, Владивосток[21]) — PR-менеджер (декабрь 2001 — январь 2008)[20][22]
- Руслан Муннибаев (род. 12 июля 1981 года, Москва) — концертный директор (январь 2008—н.в.)[29][30], командный диджей (2011—2012)[273]

Участники «Объединённой касты» (до декабря 1999 года — рэп-объединение «Каста») (1997—2006)
- Тидан (Денис Торикашвили) (род. 27 апреля 1977 года, Ростов-на-Дону) — рэп-исполнитель и автор текстов группы «Психолирик» (сентябрь 1995—лето 1997)[2][15]
- Баста (он же Баста Хрю, Баста Бастилио[17][1]) (Василий Вакуленко) (род. 20 апреля 1980 года, Ростов-на-Дону) — рэп-исполнитель и автор текстов группы Street Sound, входившей в рэп-объединение «Каста»  (август 1997—весна 1998)[274]
- Вольф (Волк) (Алексей Волков) — рэп-исполнитель и автор текстов группы Shadows, входившей в рэп-объединение «Каста» (август 1997—весна 1998)[15]
- Электроник (Денис Ильенко) (род. 3 июня 1979 года, Ростов-на-Дону) — рэп-исполнитель и автор текстов сольного проекта MC Dennis Ice/Ice Den (1995—1997)[51], рэп-объединения «Каста» (август 1997—декабрь 1999), звукооператор (2000—н.в.)[21]
- Белый Будда (Роман Илюгин) (род. 10 февраля 1979 года, Ростов-на-Дону) — рэп-исполнитель и автор текстов рэп-объединения «Каста» (август 1997—декабрь 1999)[17]
- Тэйквон (он же Тэйк) (Вадим) — рэп-исполнитель и автор текстов рэп-объединения «Каста» (сентябрь 1997—декабрь 1999)[17], группы «Доброе зло» (осень 2001—2005)[1][21]
- «Западный сектор» (май 1998—2004): Кактус (весна 1998—2004), Дигер (весна 1998—май 2001), Гайчик (весна 1998—ноябрь 1999), Змей (октябрь 1998—лето 2000), Майор (Сергей Майорчик) (лето 2000—2004)[64][21][17], Панч (Александр Ганаев) (2004)
- «Песочные люди» (лето 1998—н.в.): Джин (Эрнест) (лето 1998—2004), Дас (Дмитрий) (весна 1999—2004), Псих (Егор Бурлов) (лето 1998—январь 2012, 2015—2017, 2020—н.в.), Жара (Артём Кечиев) (январь 2004—январь 2012, 2016—2017, 2020—2021)[63], Very Important Punk (Александр Князев) (лето 2023—н.в.)
- «Грани» (лето 2000—май 2006, 2015): Тёмный (лето 2000—май 2006, 2015), Тигра (лето 2000—май 2006, 2015), Змей (лето 2000—январь 2006), Сям (январь 2006, 2015)[275]
- «Бледнолицые нигга’дяи» (лето 2000—2008): Бледнолицый Панама (Леонид), Кальян (Николай), Ситар (Алексей)[76][276]
- «Доброе зло» (осень 2001—2005): Фетис (Павел Фетисов), Тэйквон/Тэйк (Вадим)[1][119][120][21]
- Карабасс (Михаил Чуродаев) (род. 4 января 1985 года, Ростов-на-Дону) — рэп-исполнитель и автор текстов «Объединённой касты» (лето 2000—2005)[277][21]
- Маринесса (Марина Щербакова) — певица, поэтесса и композитор «Объединённой касты» (осень 2000—н.в.)[82][21]
- Дизель (весна 1999)[17]

Временная шкала

## Награды
- 27 ноября 1999 года группа получила Гран-при фестиваля Rap Music[3].
- Летом 2002 года была номинирована в категории «Лучший исполнитель России» на MTV Europe Music Awards 2002. С 11 июня по 11 августа для представления России в номинации «Лучший исполнитель России» на музыкальной церемонии MTV Europe Music Awards 2002 посетители сайта «MTV Россия» в ходе первого этапа голосования выбрали из 30 музыкантов группы «Тату», «Каста», «Дискотека Авария», «Эпидемия» и Ariana. Имя победителя второго этапа голосования — «Дискотека Авария» — стало известно только на самой церемонии MTV EMA 2002, которая прошла 14 ноября в Барселоне[278][279].
- 2 ноября 2002 года «Каста» стала обладателем премии «Золотая Горгулья» в номинации «Рэп-группа»[280].
- 24 декабря 2002 года ростовский журнал Future TV, организатор премии Furor-2002, присудил «Касте» премии «Группа года» и «Фурор года»[281].
- По итогам 2002 года группа заняла четвёртое место в номинации «Альтернатива года» в рубрике «Звуковая дорожка» газеты «Московский комсомолец»[282].
- 30 октября 2003 года на пятой церемонии награждения премией российской индустрии звукозаписи «Рекордъ» «Каста» с альбомом «Громче воды, выше травы» была номинирована на «Дебют года», но проиграла певцу Аврааму Руссо с альбомом Tonight[283].
- 16 октября 2004 года «Каста» победила в номинации «Лучший хип-хоп/рэп-проект» на церемонии MTV Russia Music Awards за «Ревность». Имя победителя объявил политик Владимир Жириновский[284][285][286][287].
- 30 августа 2005 года «Каста» была номинирована в двух категориях на церемонии MTV Russia Music Awards: «Лучший хип-хоп/рэп-проект» и «Лучшее видео» за «Сестру». По результатам голосования телезрителей «Лучшим рэп-проектом» 2005 года был назван Серёга[42][288].
- 30 августа 2006 года «Каста» с видеоклипом «Капсулы скорости» была номинирована в категории «Лучший хип-хоп/рэп/r&b-проект» на церемонии MTV Russia Music Awards. По результатам голосования телезрителей «Лучшим рэп-проектом» 2006 года был назван Лигалайз[289].
- 2 июня 2006 года «Каста» одержала победу на «Премии Муз-ТВ 2006» в номинации «Лучший хип-хоп-проект»[290][291][292].
- 10 февраля 2009 года по результатам голосования читателей портала Rap.ru «Каста» заняла третье место в номинации «Артист года», а альбом «Быль в глаза» занял второе место в номинации «Лучший альбом»[31].
- 28 октября 2009 года группа была удостоена премии Russian Alternative Music Prize (RAMP) телеканала A-One в хип-хоп-номинации «Urbana»[293][294][295].
- 13 февраля 2010 года по результатам голосования читателей портала Rap.ru «Каста» заняла четвёртое место в номинации «Лучший отечественный артист», а видеоклип на песню «Вокруг шум» занял второе место в номинации «Лучший отечественный клип[296].
- 26 марта 2010 года «Каста» заняла второе место в номинации «Хип-хоп-кумиры», а Влади занял первое место в номинации «Академики хип-хопа» на хип-хоп премии InDaAwards 2009 по итогам голосований читателей портала InDaRnB[297].
- 21 апреля 2010 года «Вокруг шум» стал «Лучшим видеоклипом года» на первой национальной премии в области хип-хоп-культуры Russian Street Awards 2010[44].
- В конце 2010 года «Каста» стала «Лучшей группой года» на церемонии MTV Russia Music Awards[298]. Также группе был вручён специальный приз «Легенда MTV»[200].
- По итогам 2011 года группа заняла второе место в номинации «Хип-хоп года» в рубрике «Звуковая дорожка» газеты «Московский комсомолец»[299].
- 29 сентября 2012 года «Каста» стала победителем премии «RU TV 2012» в категории «Лучший хип-хоп-хит» за «Сочиняй мечты», а также была номинирована на «Лучший видеоклип» за «Пусть пригодится»[45].
- В апреле 2013 года группа победила в номинации «Хип-хоп» премии ZD Awards[300].
- 7 июня 2013 года «Каста» одержала победу на «Премии Муз-ТВ 2013» в номинации «Лучший хип-хоп-проект» и была номинирована в категории «Лучшее видео» за «Сочиняй мечты»[301].
- 23 сентября 2017 года «Каста» была представлена в номинациях «Хип-хоп-проект года» и «Альбом года» на пятой церемонии вручения премии «Реальная премия MusicBox»[302].
- В ноябре 2020 года «Каста» была номинирована как «Лучший хип-хоп-исполнитель» за песню «Прошёл через» на премии «Виктория-2020»[46].

## Критика
В 2008 году Кирилл Иванов из OpenSpace назвал «Касту» «одной из самых уважаемых групп в русском хип-хопе», чей дебютный альбом «Громче воды, выше травы» (2002) сделал их новыми лидерами жанра, расширив зону влияния русского рэпа до провинции
.
В 2008 году театральный режиссёр Эдуард Бояков отмечает треки «Истина где-то рядом» и «Вокруг шум» группы «Каста», считая, что «они станут теми треками и текстами, о которых будут судить о нашем времени».
В 2012 году Борис Барабанов отметил: «Ростовская рэп-группировка — первый коллектив, заставивший говорить о русскоязычном рэпе как о социальном явлении, выходящем далеко за рамки тинейджерской культуры. Они доказали, что русский речитатив — это гораздо больше чем карикатурные персонажи в кепках и широких штанах...».
В 2015 году главный редактор портала The Flow Андрей Никитин в рамках проекта «Beats&Vibes: 50 главных событий в русском рэпе» посвятил статью группе, в которой «Каста» была упомянута как «первая группа из регионов, которой удалось прорваться в мейнстрим».

## Дискография
- 2002 — «Громче воды, выше травы»
- 2008 — «Быль в глаза» (переиздан в 2009 году)
- 2017 — «Четырёхглавый орёт»
- 2019 — «Об изъяне понятно»
- 2020 — «Чернила осьминога»
- 2021 — «Альбомба»
- 2024 — «Новинки зарубежного рэпа»

Альбомы в составе «Объединённой касты»
- 1997 — «Первый удар» (сборник ростовского хип-хопа)
- 1999 — «Трёхмерные рифмы» (переиздан в 2003 году)
- 2000 — «В полном действии»

Сольные альбомы участников «Касты»
- 2002 — «Что нам делать в Греции» (Влади)
- 2004 — «Феникс» (Хамиль)
- 2010 — «ХЗ» (Хамиль и Змей)
- 2012 — «Ясно!» (Влади)
- 2015 — «Несусветное» (Влади)
- 2019 — «Другое слово» (Влади)
- 2022 — «Длится февраль» (Влади)[11]

Концертные альбомы
- 2007 — «КастаLive» (с ансамблем ростовской консерватории)
- 2011 — «Большой концерт»

Синглы
- 2001 — «На порядок выше» (макси-сингл)
- 2002 — «Горячее время» (макси-сингл)
- 2006 — «По приколу» (макси-сингл)
- 2009 — «Однажды он прогнётся под нас» (трибьют «Машине времени»)
- 2014 — «На весь район»
- 2014 — «Корабельная песня»
- 2014 — «Россиянцы и американе»
- 2015 — «Решено»
- 2016 — «Они»
- 2017 — «Стоп-игра»
- 2017 — «Привет» (при участии Рем Дигга)
- 2019 — «Про секс» (при участии BrainStorm)
- 2019 — «Наш гимн России»
- 2019 — «Фотка»

 Сольные синглы
- 2010 — «Метла» (Хамиль и Змей)
- 2014 — «Зеркало» (Влади)
- 2014 — «Романс для Анны» (Шым)
- 2014 — «Нелётная» (Хамиль)
- 2014 — «Маленький остров» (Змей)
- 2014 — «Когда я пою регги» (Хамиль и Змей)
- 2014 — «Люблю это место» (Влади)
- 2015 — «Разбуди район» (Влади)
- 2015 — «Синдбад» (Влади)
- 2015 — «Идеальный мир» (Хамиль и Милли)
- 2016 — «Песня про месть» (Шым)
- 2016 — «Макарэна» (Хамиль, Змей, Шым)

Ремиксы от диджеев
- 2009 — «Наши люди» (DJ Miller & DJ Noiz Remix)
- 2011 — «Вокруг шум» (DJ Хобот & Алексей PROFF Назарчук Remix)
- 2020 — «Колокола над кальянной» (feat. Kamazz & Alex Curly) (Runawaymuzic Remix)
- 2023 — «Наши люди» (Стэпман Remix 2023)[304]
- 2024 — «Мы берём это на улицах» (Стэпман Remix 2024)[305]

Компиляции
- 2005 — The Best (переиздан в 2010 году как «Песни высшей пробы»)
- 2009 — «The Best — Лучшее»
- 2014 — «Лучшие песни»
- 2021 — Ремиксы (Дроп 1) (Kasta & Runawaymuzic)[306]

Другие альбомы
- 2005 — «Музыка из альбомов» (альбом инструменталов)
- 2011 — «Инструментальная музыка» (музыка Касты, исполненная с ансамблем ростовской консерватории)
- 2023 — «Музыка из альбомов 2» (альбом инструменталов)

- 2003 — «Грани» — Алкоголики
- 2005 — Змей & «Грани» — Кипеш
- 2007 — Фетис («Доброе зло») — Символ кастовой печати
- 2007 — Фетис («Доброе зло») — Творчество в другом измерении
- 2007 — «Бледнолицые нигга’дяи» — Злая сатира
- 2008 — Бледнолицый Панама и «КБ Рекордз» — Ростов-папа
- 2009 — Фетис («Доброе зло») — Оковам вопреки (неизданный альбом)
- 2009 — «Песочные люди» — Сухое горючее
- 2010 — Маринесса — Восклицания
- 2010 — Бледнолицый Панама — От души душевно в душу
- 2010 — Бледнолицый Панама — Бледнолицые ремиксы
- 2011 — Бледнолицый Панама и «КБ Рекордз» — Ростов-папа 2
- 2011 — «Песочные люди» — Колесо — оба зрения
- 2011 — «Доброе зло» — Злое добро
- 2011 — Змей и Жара — «Жаз дуэт» EP
- 2012 — «Западный сектор» — Мысли на бумаге
- 2012 — Бледнолицый Панама — С андэром по жизни
- 2013 — Чен (Broken sounD) & Панама (Бледнолицые нигга’дяи) — Баскет [Трингл]
- 2014 — «Артём Кечиев (Жара)» — Жара
- 2015 — «Грани» — Чёрное и белое
- 2015 — «Доброе зло» — На расстоянии
- 2016 — Чериган & Панама — ЧиП
- 2017 — Бледнолицый Панама — Фитовые хиты и хитовые фиты (2CD)
- 2019 — Артём Кечиев (Жара) — Love
- 2019 — Бледнолицый Панама & СЭНС — Ничего плохого
- 2019 — Бледнолицый Панама & Чен — Боги не кроты
- 2020 — Бледнолицый Панама — Чёртова дюжина
- 2024 — Бледнолицый Панама — 15 из 45[307]

## Фильмография
Художественные фильмы
- 2018 — «Piter by Каста»

Документальные фильмы
- 2019 — «BEEF: Русский хип-хоп» (фильм Ромы Жигана) — камео

Саундтрек
- 2002 — «Антикиллер» — («Горячее время»)
- 2010 — «Неадекватные люди» — («Закрытый космос»)
- 2012 — «Рассказы» — («Новый интернационал»)
- 2012 — «Тот еще Карлосон!» — («Вокруг шум»)
- 2012 — «Джунгли» — («Сочиняй мечты» при участии Ули Глушковой)
- 2012 — «С новым годом, мамы!» — («С новым годом, мама» при участии Гига, ST)
- 2012 — «Супер Олег» — («Супер Олег» при участии «Жара»)
- 2012 — «Одноклассники.ru» — («Сочиняй мечты» при участии Ули Глушковой)
- 2013 — «Корабль» — («Корабельная песня»)
- 2016 — «Бородач» — («Наши люди»)
- 2019 — «Толя-робот» — («Корабельная песня»)
- 2020 — «Корни» — («На порядок выше»)

## Видеоклипы
| Год  | Клип                                                   | Режиссёр                   | Состав                   |
| ---- | ------------------------------------------------------ | -------------------------- | ------------------------ |
| 2000 | «Мы берём это на улицах»                               | Г. Тоидзе, А. Репников     | Влади, Шым, Хамиль       |
| 2001 | «На порядок выше»                                      | А. Солоха                  | Влади, Шым, Хамиль       |
| 2002 | «Горячее время»                                        | Д. Юдаев                   | Влади, Шым, Хамиль       |
| 2002 | «Про Макса»                                            | Г. Орлов                   | Влади, Шым, Хамиль       |
| 2003 | «Ревность»                                             | О. Шкворникова             | Влади                    |
| 2004 | «Наши люди»                                            | С. Гринёв                  | Влади, Шым, Хамиль       |
| 2004 | «Сестра»                                               | О. Шкворникова, А. Рамазов | Влади, Шым, Хамиль       |
| 2004 | «Черви ненависти» (feat. «Песочные люди»)              | О. Шкворникова             | Хамиль                   |
| 2006 | «Капсулы скорости»                                     | О. Шкворникова, А. Рамазов | Влади, Шым, Хамиль, Змей |
| 2007 | «Глупо, но класс (No lūpam lasi)» (feat. Gustavo)      | В. Вилкс                   | Влади                    |
| 2008 | «Встреча»                                              | О.Шкворникова              | Влади, Шым, Хамиль, Змей |
| 2008 | «Радиосигналы»                                         | М. Сегал                   | Влади                    |
| 2008 | «Вокруг шум»                                           | М. Сегал                   | Влади, Шым, Хамиль, Змей |
| 2009 | «Номерок» (feat. «Крёстная семья»)                     | Г. Исаев                   | Влади, Шым, Хамиль, Змей |
| 2009 | «Можно всё» (feat. Animal Jazz)                        | В. Вилкс                   | Влади                    |
| 2009 | «Встретимся у холодильника» (feat. «Искра» и DJ Хобот) | А. Тишкин                  | Хамиль                   |
| 2011 | «Закрытый космос»                                      | М. Сегал                   | Влади, Шым, Хамиль, Змей |
| 2011 | «Метла»                                                | В. Вилкс                   | Хамиль, Змей             |
| 2011 | «Самый счастливый человек»                             | А. Пугач, А. Митрофанов    | Змей                     |
| 2011 | «Миллиард лет»                                         | М. Сегал                   | Влади, Шым, Хамиль, Змей |
| 2011 | «Выше к небу» (feat. «Песочные люди»)                  | А. Пугач, Влади            | Влади                    |
| 2011 | «Это прёт»                                             | В. Вилкс                   | Влади, Шым, Хамиль, Змей |
| 2011 | «Такое чувство»                                        | И. Бычкова                 | Влади, Шым, Хамиль, Змей |
| 2012 | «Это прёт» (rmx by Geneticbros)                        | В. Вилкс                   | Влади, Шым, Хамиль, Змей |
| 2012 | «Сочиняй мечты» (feat. Уля Глушкова («Wow Band»)       | Е. Абраменко               | Влади                    |
| 2012 | «Пусть пригодится»                                     | М. Сегал                   | Влади                    |
| 2012 | «Новый Интернационал»                                  | М. Сегал                   | Влади                    |
| 2012 | «Прощание»                                             | Юргстулайстус              | Влади                    |
| 2012 | «Тебе в прикол» (feat. Леонид Климин)                  | Е. Лымарев                 | Влади, Шым, Хамиль, Змей |
| 2012 | «С новым годом, мама» (feat. Гига, ST)                 |                            | Хамиль                   |
| 2012 | «Супер Олег» (feat. Жара («Песочные люди»)             |                            | Змей                     |
| 2013 | «Страницы (Такова жизнь)»                              | М. Локшин                  | Влади                    |
| 2013 | «Мне бы стать выше» (feat. «Чаян Фамали»)              | А. Крупник                 | Змей                     |
| 2014 | «Россиянцы и Американе»                                | Р. Пелых                   | Влади, Шым, Хамиль, Змей |
| 2014 | «На весь район»                                        | А. Маков                   | Влади, Шым, Хамиль, Змей |
| 2014 | «Романс для Анны»                                      | А. Стеколенко              | Шым                      |
| 2014 | «Корабельная»                                          | М. Сегал                   | Влади, Шым, Хамиль, Змей |
| 2015 | «Решено»                                               | Е. Абраменко               | Влади, Шым, Хамиль, Змей |
| 2015 | «Чемпион мира»                                         | В. Вилкс                   | Влади                    |
| 2015 | «Перемены»                                             | О. Трофим                  | Влади                    |
| 2016 | «Люблю это место»                                      | А. Боченин                 | Влади                    |
| 2016 | «Такие дела» (feat. Mateband)                          | Gex                        | Змей                     |
| 2016 | «Они»                                                  | А. Боченин                 | Влади, Шым, Хамиль, Змей |
| 2016 | «Бесконечная» (feat. «Грот»)                           | А. Ломов                   | Влади                    |
| 2016 | «Макарэна»                                             | Н. Бойчевски               | Хамиль, Змей, Шым        |
| 2017 | «Скрепы»                                               | А. Боченин                 | Влади, Шым, Хамиль, Змей |
| 2018 | «Стоп-игра»                                            | М. Ксёнда                  | Влади, Шым, Хамиль, Змей |
| 2018 | «На том конце»                                         | В. Вилкс                   | Влади, Шым, Хамиль, Змей |
| 2018 | «Счастье»                                              | В. Иванов                  | Хамиль                   |
| 2019 | «Про секс» (feat. Brainstorm)                          | М. Сегал                   | Влади, Шым, Хамиль, Змей |
| 2019 | «Колокола над кальянной» (feat. Kamazz)                | А. Ломов                   | Влади, Шым, Хамиль, Змей |
| 2020 | «Прошёл через»                                         | А. Ломов                   | Влади, Шым, Хамиль, Змей |
| 2020 | «Выходи гулять»                                        | М. Ксёнда                  | Влади, Шым, Хамиль, Змей |
| 2021 | «Под солнцем затусим»                                  | А. Ломов                   | Влади, Шым, Хамиль, Змей |
| 2021 | «Врун-врун» (feat. Alyona Alyona, Иван Дорн)           | А. Ломов                   | Влади, Шым, Хамиль, Змей |
| 2021 | «Статья, которой нет»                                  | Ф. Юрьев, И. Проскуряков   | Влади                    |
| 2024 | «Сказка Черная Краска»                                 | М. Сегал                   | Влади, Шым, Хамиль, Змей |
| 2025 | «Кровопровод "Дружба"»                                 | М. Сегал                   | Влади, Шым, Хамиль, Змей |